# Cantó de L'Argentièra
El cantó de L'Argentièra és un cantó francès del departament dels Alts Alps, situat al districte de Briançon. Té 9 municipis i el cap és L'Argentièra.

## Municipis
- L'Argentièra
- Champcelat
- Fraissiniera
- Pelvós
- Puei-Sant Vincent
- La Ròcha-de-Rama
- Sant Martin de Cairiera
- Vau Loïsa
- Los Vinhaus

## Història
| Data d'elecció                           | Identitat       | Partit                               | Qualitat |
| ---------------------------------------- | --------------- | ------------------------------------ | -------- |
| 1967-1985                                | Pierre Giraud   | Divers gauche, després Divers droite |          |
| 1985-19..                                | Max Disdier     | Divers droite                        |          |
| 19..-1998                                | Chantal Disdier | Divers droite                        |          |
| 1998-2011                                | Raymond Marigne | UDF-FD, després                      |          |
| 2011-                                    | Pierre Denis    | PRG                                  |          |
| les dades anteriors no són pas conegudes |                 |                                      |          |
|                                          |                 |                                      |          |

| 1962  | 1968  | 1975  | 1982  | 1990  | 1999  | 2007  |
| ----- | ----- | ----- | ----- | ----- | ----- | ----- |
| 4.598 | 4.946 | 5.012 | 5.468 | 5.462 | 5.912 | 6.488 |